# Noegus rufus
Noegus rufus là một loài nhện trong họ Salticidae.
Loài này thuộc chi Noegus. Noegus rufus được Eugène Simon miêu tả năm 1900.